# كبوشينات
الكبوشينات (الاسم العلمي: Ceboidea) هي فوق فصيلة من الحيوانات تتبع رتيبة بسيطات الأنف من رتبة الرئيسيات.

## فصائل
- سعادين ساكية

## أجناس
- السعدان الواكاري